# Anelaphus albofasciatus
Anelaphus albofasciatus là một loài bọ cánh cứng trong họ Cerambycidae.